# Bravães
Bravães é uma povoação portuguesa sede da Freguesia de Bravães do Município de Ponte da Barca, freguesia com 4,17 km² de área e 600 habitantes (censo de 2021), tendo, por isso, uma densidade populacional de 143,9 hab./km².

## Demografia
A população registada nos censos foi:
| Distribuição da População por Grupos Etários | Distribuição da População por Grupos Etários | Distribuição da População por Grupos Etários | Distribuição da População por Grupos Etários | Distribuição da População por Grupos Etários |
| -------------------------------------------- | -------------------------------------------- | -------------------------------------------- | -------------------------------------------- | -------------------------------------------- |
| Ano                                          | 0-14 Anos                                    | 15-24 Anos                                   | 25-64 Anos                                   | > 65 Anos                                    |
| 2001                                         | 115                                          | 98                                           | 306                                          | 126                                          |
| 2011                                         | 89                                           | 78                                           | 314                                          | 148                                          |
| 2021                                         | 76                                           | 80                                           | 298                                          | 146                                          |

## Património
- Igreja de Bravães